# Ди швуэ

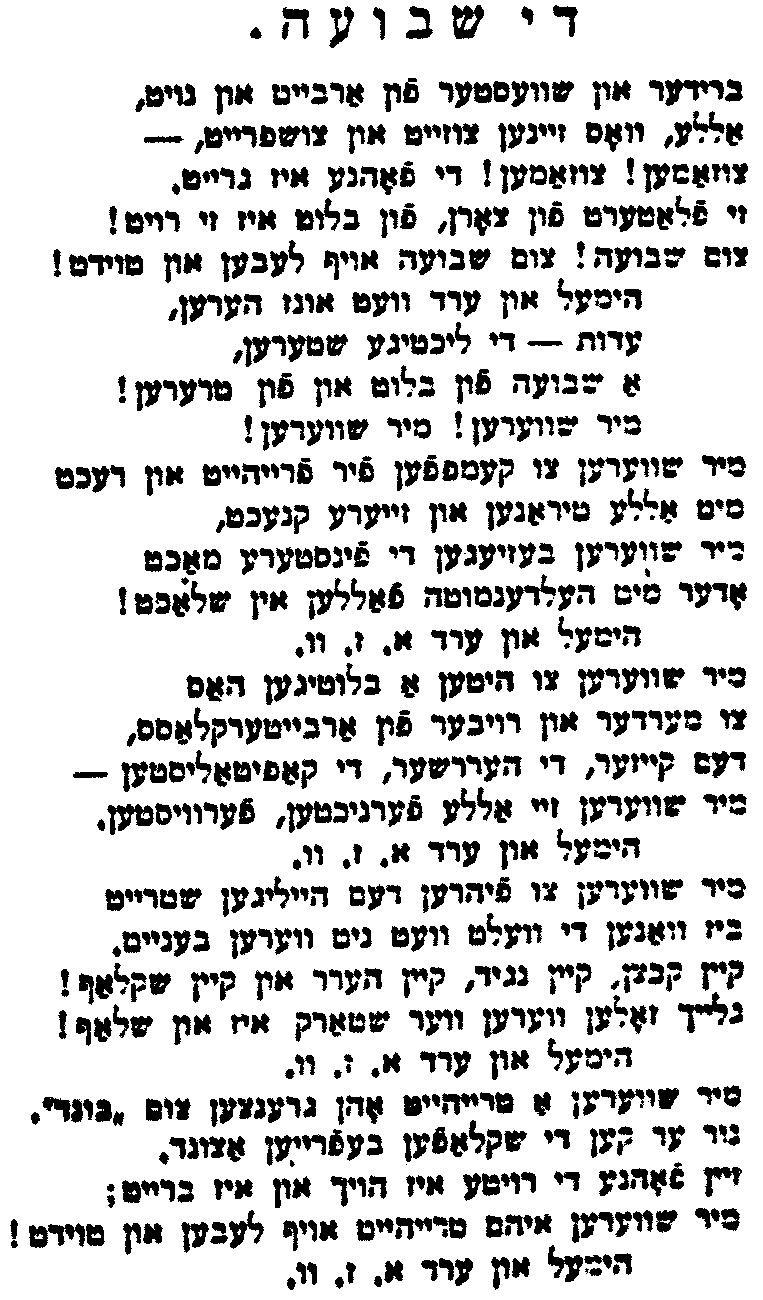
Факсимиле первого издания «Di naje swue» — журнал «Der Idiszer Arbajter», № 14, Лондон, октябрь 1902, стр. 113

Ди швуэ (идиш די שבֿועה‎ — «Клятва» или «Присяга», также идиш די בונדישע שבֿועה‎ — «Бундистская клятва», идиш די נײַע שבֿועה‎ — «Новая клятва») — одна из наиболее известных песен еврейского рабочего и социалистического движения, гимн партии «Бунд».
Кроме Бунда песню с тем же названием и припевом, но с изменённым текстом, использовала в качестве гимна партия левых сионистов «Поалей Цион».

## История
Текст песни был написан на идише в 1902 году в Берне еврейским поэтом, этнографом и общественным деятелем из Российской империи С. А. Ан-ским к пятилетию Бунда и опубликован в лондонском журнале «Дер йидишер арбетер» (№ 14/1902). Музыку к тексту Ан-ского написал лондонский дирижёр Г. Бек. В неё вошли немецкие и русские мотивы («Коль славен наш Господь в Сионе…»).
Уже к первомаю 1903 года новая песня приобрела популярность среди членов Бунда и вскоре стала партийным гимном.
В основу текста Ан-ского легла одноимённая песня неизвестного автора (т. н. «Старая клятва»), по одной из версий возникшая в 1892 году во время забастовки ткачей талесов в Коломые: ткачи поклялись на Торе, что возобновят работу только после выполнения их требований. Впоследствии песня в разных вариантах приобрела популярность среди еврейского населения. Первое засвидетельствованное исполнение имело место в местечке Крынки Белостокского уезда во время забастовки кожевников. Впервые была издана в Белостоке на листовке Бунда.
Песня была под запретом в Польше вплоть до 1926 года, когда издательство выиграло апелляцию по делу о запрете цензурой издания текста песни в собрании сочинений Ан-ского.

## Современность
«Клятва» до сегодняшнего дня исполняется на встречах еврейских социалистов, собраниях членов Бунда и в других торжественных случаях (на столетии организации, на похоронах последнего руководителя Восстания в Варшавском гетто Марка Эдельмана и др.).
Песня распространена и в нееврейских левых кругах.
В настоящее время, как правило, исполняются первый, последний куплеты и припев. Наиболее радикальные строфы исходного текста опускаются.

## Текст
Ниже приведен полный текст песни. Цветом выделены строки, исполняемые в настоящее время.
Текст на идиш (латиница)

Brider un szwester fun arbet un nojt,

ałłe, wos zenen cezejt un cersprejt.

Cuzamen! cuzamen! di fon yz grejt,

zi fłakert fun corn, fun błut yz zy rojt!

Cum szwue! cum szwue ojf łebn un tojt!

Refren:

Hymeł un erd wet unds hern,

ejdes, di lichtige sztern.

А szwue fun błut un fun trern.

Mir szwern! mir szwern!

Mir szwern cu kemfn far frajajt un recht

mit ałłe tyranen un zejere knecht.

Mir szwern bazygn dy finstere macht

oder mit hełdnmut fałn yn szlacht!

Mir szwern cu hitn a błutign has

cu merder un rojber fun arbeterkłas,

dem kajzer, di herszer, di kapitalista.

— Mir szwern zej ałe farnichtn, farwistn.

Mir szwern cu firn den hajlikn sztrajt

biz dy wełt wet nyt wern banajt.

Kajn kapen, kajn nogid, kajn her un kajn szkłaf!

Głajch zołn wern, wer sztark yz un szłaf!

Mir szwern а trajhajt un grenc cum «Bund»,

nur er ken di szkłafn bafrajn acund.

Zajn fon di rojte yz hojch un brajt.

Mir szwern ym trajhajt ojf łebn un tojd !

Перевод (подстрочник)

Братья и сестры по труду и нищете,

все, кто рассеяны и распылены.

— Вместе! вместе! знамя готово,

развевается от гнева, от крови красное!

К присяге! к присяге на жизнь и смерть!

Припев:

Небо и земля услышат нас,

свидетелями будут звезды светящиеся.

Присяга крови и слез.

Присягаем! присягаем!

Присягаем сражаться за свободу и права

против всех тиранов и их слуг.

Присягаем победить темные силы

или геройски пасть в битве.

Присягаем сохранить кровавую ненависть

к убийцам и грабителям рабочего класса,

к царю, властителям, капиталистам.

Присягаем всех их уничтожить и разрушить.

Присягаем вести святую борьбу,

пока мир не станет обновленным.

без бедняков, без богачей, без панов и без рабов!

Равными пусть будут, кто силен и слаб!

Присягаем сохранить безграничную верность Бунду,

только он может нас теперь вызволить из неволи.

Его знамя развевается высоко и широко.

Присягаем ему на верность на жизнь и смерть.

Текст на идиш (YIVO)

ברידער און שוועסטער פֿון אַרבעט און נויט,

אַלע וואָס זײַנען צעזייט און צעשפּרייט —

צוזאַמען, צוזאַמען, די פֿאָן זי איז גרייט,

זי פֿלאַטערט פֿון צאָרן, פֿון בלוט איז זי רויט,

אַ שבֿועה! אַ שבֿועה אויף לעבן און טויט!

רעפֿרען:

הימל און ערד וועט אונדז אויסהערן,

עדות וועלן זײַן די ליכטיקע שטערן,

אַ שבֿועה פֿון בלוט און אַ שבֿועה פֿון טרערן!

מיר שווערן, מיר שווערן, מיר שווערן!

מיר שווערן אַ טרײַהייט אָן גרענעצן צום בונד.

נאָר ער קען די שקלאַפֿן באַפֿרײַען אַצינד.

די פֿאָן די רויטע איז הויך אוּן ברייט;

זי פֿלאַטערט פֿון צאָרן, פֿון בלוט איז זי רויט!

אַ שבֿועה! אַ שבֿועה אויף לעבן און טויט!

מיר שווערן צו קעמן פֿאַר פֿײַהײַ און רעכט

מיט אַלע טיראַנען און זייערע קנעכט;

מיר שווערן באַזיגן די פֿינצטערע מאַכט,

אָדער מיט העלדנמוט פֿאַלן אין שלאַכט!

אַ שבֿועה! אַ שבֿועה אויף לעבן און טויט!

מיר שווערן צו היטן אַ בלוטיקן האַס

צום מערדער און רויבער פֿון אַרבעטער־קלאַס,

דעם קייסער, די הערשער, די קאַפּיטאַליסטן, —

מיר שווערן זיי אַלעמען פֿאַרניכטן, פֿאַרוויסטן:

אַ שבֿועה! אַ שבֿועה אויף לעבן און טויט!

מיר שווערן צי פֿירן אַ הייליקן שטרײַט,

ביז וואַנען די ערד וועט ניט ווערן באַנײַט:

קיין קבצן, קיין נגיד, קיין האַר און קיין שקלאַף,

גלײַך זאָלן ווערן ווער שטאַרק און ווער שלאַף!

אַ שבֿועה, אַ שבֿועה אויף לעבן און טויט!